# 1897 en photographie
| Années de la photographie : 1894 - 1895 - 1896 - 1897 - 1898 - 1899 - 1900    |
| Décennies de la photographie : 1860 - 1870 - 1880 - 1890 - 1900 - 1910 - 1920 |

Cet article présente les faits marquants de l'année 1897 en photographie.

## Événements

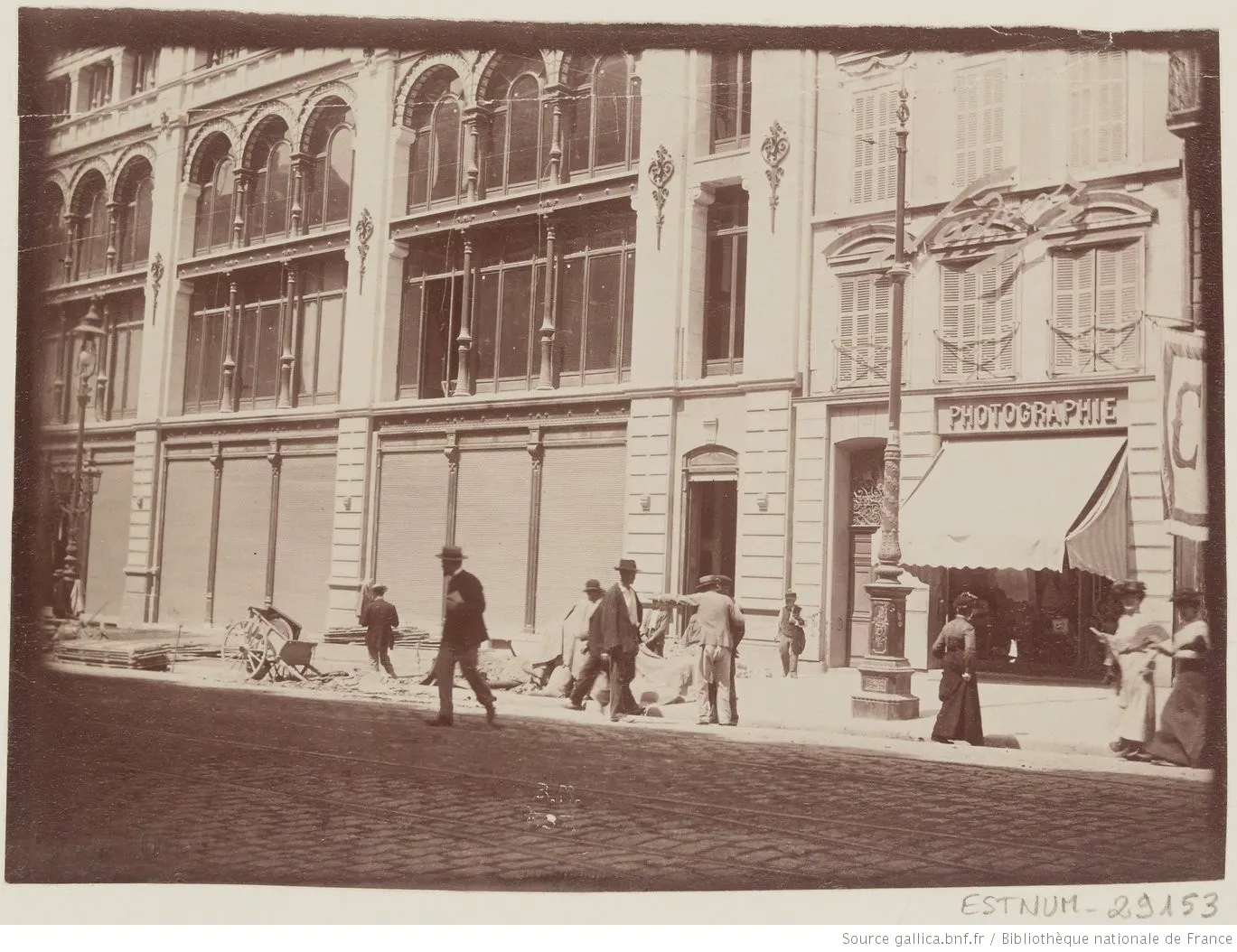
La Rue Canebière à Marseille avec la boutique de photographie de Nadar.

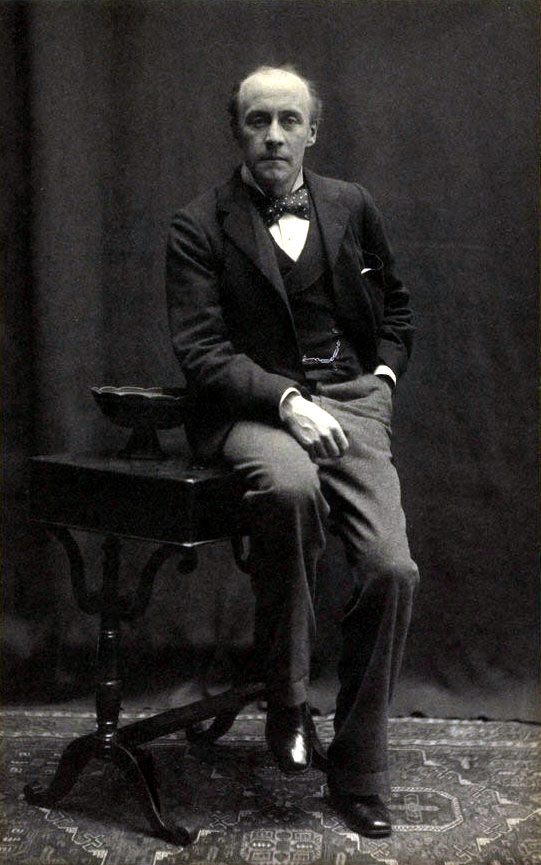
Zaida Ben-Yusuf, Portrait d'Anthony Hope, 1897.

- Zaida Ben-Yusuf installe son studio de portraits sur la Cinquième Avenue à New York ; elle y photographie nombre de célébrités.

- 12 janvier : l'exploratrice et photographe américaine Isabella Bird est la première femme élue membre de la Royal Photographic Society.

- Le Camera Club of New York crée la revue Camera Notes (en) dont le principal rédacteur en chef est Alfred Stieglitz ; elle paraîtra jusqu'en 1903[1].

- Nadar, âgé de 77 ans, à la suite d'une mésentente avec son fils Paul Nadar, s'installe à Marseille et y créé au 77, rue Canebière, un studio de photographie.

- Frederic Eugene Ives développe et commercialise en Angleterre le Kromskop, un système de photographie couleur.
- Albert Kirchner dépose, avec Paul Anthelme, un brevet pour un « appareil chronophotographique perfectionné », lancé sous le nom « Biographe français », en format 35 et 60 mm.
- Kodak lance une famille d'appareils pliants utilisant des films en bobine.
- Paul Robert devient secrétaire de la Chambre syndicale de photographie en France.
- Érection d'un monument avec le buste de Louis Daguerre à Bry-sur-Marne.

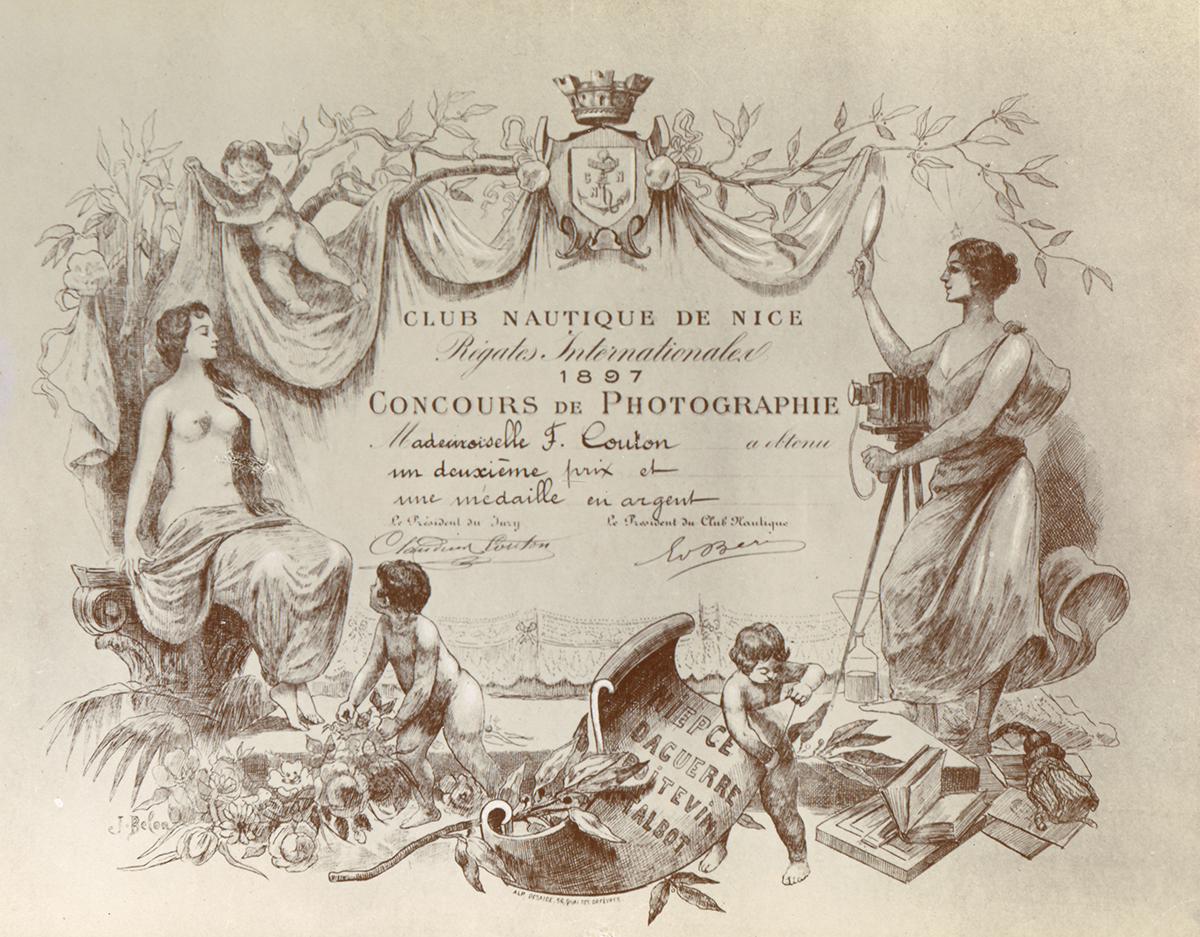
Récompense d'un concours de photographie organisé par le Club nautique de Nice en 1897.

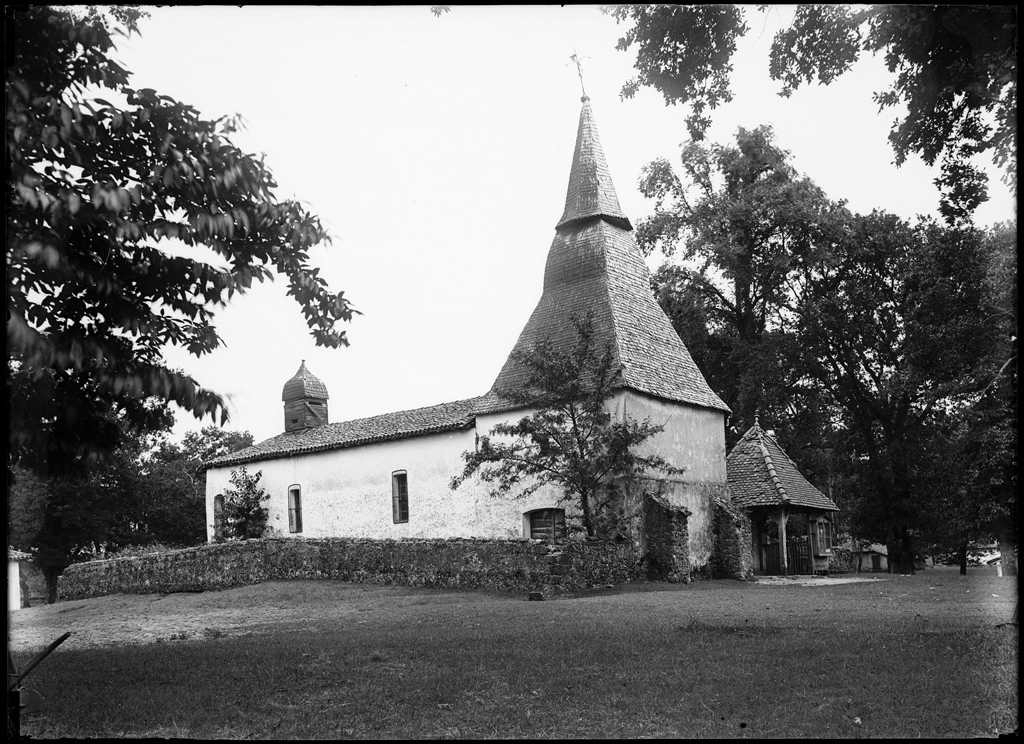
Félix Arnaudin, Église Saint-Michel de Bias, 9 juillet 1897, gélatino bromure d'argent sur plaque de verre (13 x 18 cm)

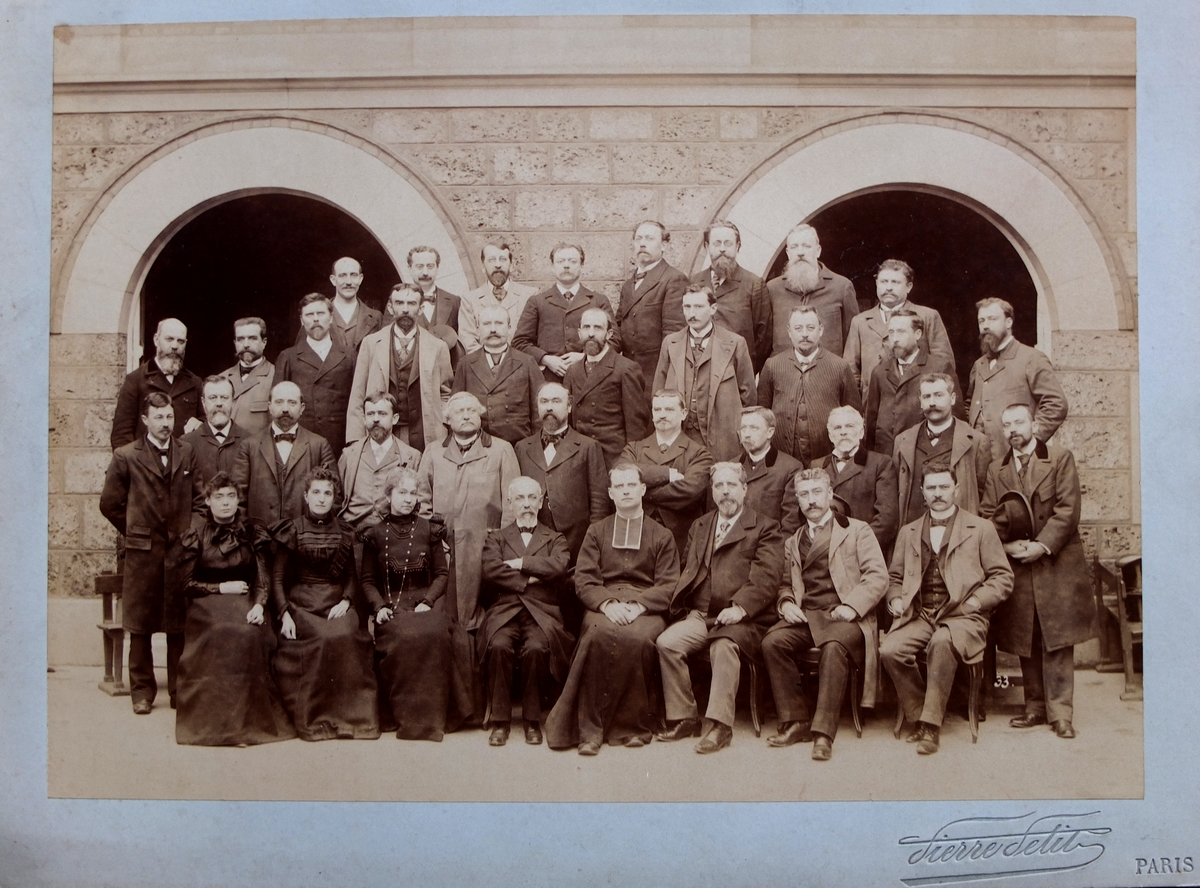
Pierre Petit, Les professeurs du lycée Montaigne à Paris, 1897

## Livres illustrés de photographies
- Le roman de Pierre Guédy, Amoureuse trinité, et celui de Gyp, Totote, illustrés de photographies de Paul Sescau, inaugurent la « Collection Excelsior » lancée par les éditeurs Nilsson et Per Lamm[2],[3],[4].

## Études, essais, articles
- Alcide Ducos du Hauron, La triplice photographique des couleurs et l'imprimerie : système de photochromographie de Louis Ducos du Hauron, Paris, Gauthier-Villars et fils, coll. « Bibliothèque photographique », VI-488 p..
- Frances Benjamin Johnston, « What a Woman Can Do with a camera » dans le magazine féminin Ladies' Home Journal, article où elle détaille les préalables et les conseils de création d'un atelier photo pour en faire une activité professionnelle[5].
- Jules Pinsard (préf. Victor Breton), L'Illustration du livre moderne et la photographie, Paris, Charles Mendel, 243 p. (lire en ligne).
- Robert de la Sizeranne, « La photographie est-elle un art ? », Revue des Deux Mondes, vol. 144, no 3,‎ 1897, p. 564-595 (lire en ligne ).
- Léon Vidal, Photographie des couleurs. Sélection photographique des couleurs primaires, son application à l'exécution de clichés et de tirages propres à la production d'images polychromes à trois couleurs, Paris, Gauthier-Villars et fils, 92 p. (lire en ligne).

## Expositions
- Gertrude Käsebier expose ses photographies à New York au Pratt Institute puis à Philadelphie à la Photographic Society of Philadelphia[6].
- 10- 27 juin : le Photo-club roannais organise une Exposition internationale d'art photographique à Roanne[7].

## Festivals et congrès photographiques
- 13 avril : 1er Salon de la photographie organisé par le Photo-club de Paris à la galerie des Champs-Élysées ; le salon devient annuel et sera organisé jusqu'en 1914.

## Prix et récompenses
- Médaille du progrès de la Royal Photographic Society : Gabriel Lippmann ; il est élu président d'honneur de la Société française de photographie.
- Paul Nadar est fait chevalier de l'ordre de Léopold.

## Naissances
- 6 janvier : Georges Périnal, directeur de la photographie français, mort le 18 avril 1965.
- 11 janvier : Kazimierz Nowak, voyageur et photographe polonais, mort le 13 octobre 1937.
- 26 janvier : Erwin Blumenfeld, photographe allemand naturalisé américain, mort le 4 juillet 1969.
- 6 mars : Hans Hausamann, photographe et un officier de renseignement suisse, mort le 17 décembre 1974.
- 25 mars : Mey Rahola, photographe catalane, morte le 17 août 1959.
- 26 mars: Hugo Bernatzik, anthropologue et photographe autrichien, mort le 9 mars 1953.
- 20 avril : Gustave Roud, poète et photographe suisse romand, mort le 10 novembre 1976.
- 18 mai : André Zucca, photographe français, mort le 27 juin 1973.
- 20 mai : Alma Lavenson, photographe américaine, morte le 19 septembre 1989.
- 12 juin : Walter Peterhans, photographe allemand, mort le 12 avril 1960.
- 22 juin : Albert Renger-Patzsch, photographe allemand, lié au mouvement artistique de la Nouvelle objectivité (Neue Sachlichkeit), mort en 1966.
- 12 juillet : Maurice Tabard, photographe français, mort le 22 février 1984.
- 19 août : Roman Vishniac, photographe américain d'origine russe, mort le 22 janvier 1990.
- 29 novembre : Germaine Krull, photographe allemande, active en France et en Asie, figure essentielle du mouvement de la Nouvelle Vision photographique, morte le 31 juillet 1985.
- 17 décembre : Antoni Ollé, graveur, peintre et photographe espagnol, mort en 1981.
- 22 décembre : Gotthard Schuh peintre et reporter photographe suisse, mort le 29 décembre 1969.

## Décès
- 13 janvier : Pierre Sayve, photographe français, né le 19 novembre 1849.
- 28 juin : Eugène Sevaistre, photographe français, actif en Espagne et en Italie, né le 31 décembre 1817.
- 30 août : Ivan Standl, photographe croate, né le 27 octobre 1832.
- 2 septembre : Thomas Brumby Johnston, cartographe et photographe écossais, né le 28 janvier 1814.
- 10 septembre : Alphonse Terpereau, photographe français, né le 14 juin 1839.
- 21 septembre : Adolphe Varin, graveur et photographe français, né le 24 mai 1821.
- octobre : Nils Strindberg, photographe suédois, né le 4 septembre 1872.
- 7 novembre : Károly Divald, photographe hongrois, né en novembre 1830.
- 25 décembre : Charles Carey, peintre, graveur et photographe français, né le 15 janvier 1824.
- Date précise inconnue :
  - Sakuma Hanzō, photographe japonais, né en 1844.

## Célébrations
Centenaire de naissance
- Antoine Claudet
- Henry Collen